# Объединённый разведывательный комитет
Объединённый разведывательный комитет Великобритании (англ. Joint Intelligence Committee, JIC) — подразделение кабинета министров Великобритании, в задачи которого входит:
- анализ событий и ситуаций, связанных с внешней политикой, обороной, терроризмом, международной преступностью, научно-техническими, экономическими и другими международными проблемами, на основе данных из открытых источников, а также полученных по дипломатическим каналам и каналам спецслужб;
- мониторинг и раннее предупреждение развития прямых и косвенных угроз для интересов Великобритании, а также международного сообщества в целом;
- выявление угроз безопасности на территории Великобритании и за рубежом;
- подготовка требований и установление приоритетов для сбора разведывательных данных и других задач, входящих в компетенцию спецслужб;
- осуществление комплексной проверки лиц, так или иначе связанных с деятельностью в правительстве Его Величества;
- поддержание связей с разведывательными организациями стран Содружества и другими спецслужбами в зависимости от обстоятельств, а также рассмотрение вопросов о предоставлении разведданных для них.

## Структура
Комитет возглавляет постоянный Секретарь, представитель высшего корпуса государственной службы, который контролирует Секретариат разведки и безопасности и Управление оценок. Управление оценок имеет в своем штате аналитиков, ведущих анализ всех источников по тематике, представляющей интерес для Комитета.
В комитет входят руководители трёх спецслужб Великобритании — Ми-5 (служба безопасности, контрразведка), Ми-6 (внешняя разведка), Центра правительственной связи, начальник военной разведки (CDI), заместитель начальника штаба военной разведки, начальник аналитического управления, представители Министерства обороны, министерства иностранных дел и по делам Содружества и других ведомств, а также советник премьер-министра по иностранным делам.

## История
Комитет был основан в 1936 году как подразделение Комитета обороны Империи — агентства, консультировавшего правительство по вопросам военного планирования в мирное время.
Во время Второй мировой войны комитет стал главным органом по вопросам политического анализа в Великобритании.
В 1957 году Комитет был включён в состав кабинета министров с правом ведения разведки и анализа в сфере интересов кабинета.

## Международные связи
Со времен Второй мировой войны руководитель представительства американской внешней разведки в Лондоне (впоследствии — ЦРУ США) присутствовал на еженедельных встречах в Комитете. Один бывший офицер американской разведки описал эту работу как «изюминку» для лондонского шефа ЦРУ. Представители разведывательных служб Австралии, Канады и Новой Зеландии также могут присутствовать на заседаниях Комитета при обсуждении некоторых вопросов.

## Руководители
| - Сэр Ральф Стивенсон (1936—1939) - Лорд Виктор Кавендиш-Бентинк, 9-й герцог Портлендский (1939—1945) - Сэр Гарольд Качча (Лорд Качча) (1945—1948) - Сэр Уильям Хейтер (1948—1949) - Сэр Патрик Рейли (1950—1953) - Сэр Патрик Дин (1953—1960) - Сэр Хью Стивенсон (1960—1963) - Сэр Бернард Берроуз (1963—1966) - Сэр Денис Гринхилл (Лорд Гринхилл) (1966—1968) - Сэр Эдвард Пек (1968—1970) - Сэр Стюарт Кроуфорд (1970—1973) - Сэр Джеффри Артур (1973—1975) - Сэр Энтони Дафф (1975—1979) | - Сэр Энтони Акланд (1979—1982) - Сэр Патрик Райт (лорд Райт) (1982—1984) - Сэр Перси Крэддок (1985—1992) - Сэр Родрик Брейтвейт (1992—1993) - Паулина Невилл-Джонс (леди Невилл-Джонс) (1993—1994) - Сэр Пол Левер (1994—1997) - Майкл Пакенхем (1997—2000) - Сэр Питер Рикеттс (2000—2001) - Сэр Джон Скарлетт (2001—2005) - Сэр Ричард Моттрем (2005—2007) - Сэр Алекс Аллан (2007—2011) - Сэр Джон Дей (2012—2015) - Сэр Чарльз Фарр (2015—2019) - Сэр Саймон Гасс (2019 — настоящее время). |